# Iva Karaguiozova
Iva Karaguiozova (en búlgaro: Ива Карагьозова; nacida como Iva Shkodreva, Sámokov, 21 de septiembre de 1971) es una deportista búlgara que compitió en biatlón.
Ganó tres medallas en el Campeonato Mundial de Biatlón, en los años 1990 y 1991, y dos medallas en el Campeonato Europeo de Biatlón, oro en 2000 y bronce en 2001.
Participó en tres Juegos Olímpicos de Invierno, entre los años 1992 y 2002, ocupando el cuarto lugar en Albertville 1992 y Salt Lake City 2002, en la prueba de relevo.
Fue la abanderada de Bulgaria en la ceremonia de apertura de los Juegos de Albertville 1992.

## Palmarés internacional
| Campeonato Mundial | Campeonato Mundial        | Campeonato Mundial | Campeonato Mundial |
| Año                | Lugar                     | Medalla            | Prueba             |
| ------------------ | ------------------------- | ------------------ | ------------------ |
| 1990               | Oslo (Noruega)            | Medalla de bronce  | Equipo             |
| 1991               | Lahti (Finlandia)         | Medalla de plata   | Equipo             |
| 1991               | Lahti (Finlandia)         | Medalla de bronce  | Individual         |
| Campeonato Europeo |                           |                    |                    |
| Año                | Lugar                     | Medalla            | Prueba             |
| 2000               | Zakopane (Polonia)        | Medalla de oro     | Individual         |
| 2001               | Haute-Maurienne (Francia) | Medalla de bronce  | Individual         |